# 2014–2015-ös holland labdarúgó-bajnokság (első osztály)
Ez a szezon volt az Eredivisie 59. szezonja.
A 2014–2015-ös holland labdarúgó-bajnokság első osztálya (hivatalos nevén: Eredivisie 2014/15) ahogy már hosszú ideje, ekkor is 18 csapat részvételével indult. Ezen szezon 2014. augusztus 8-án rajtolt el, és 2015. május 17-én ért véget. Ez volt az Eredivisie 59. szezonja. A bajnoki címvédő az AFC Ajax csapata volt.
Az előző szezonból három csapat – a NEC Nijmegen, Roda Kerkrade és az RKC Waalwijk – esett ki és nem szerepelt ebben az idényben az Eredivisie-ben. Helyettük feljutott az Eerste Divisie előző bajnoka, a Willem Tilburg és az osztályozókat megnyerve az FC Dordrecht, valamint az Excelsior Rotterdam.
A bajnoki cím sorsa a 31. fordulóban dőlt el, ekkor a PSV Eindhoven csapata győzelmet aratott és már behozhatatlan előnyre tett szert. Ezzel 2008 után először nyertek újra bajnoki címet, összesen a 22. sikerüket aratták.
Az idény végén eggyel több csapat szerezte meg a jogot, hogy a következő szezonban elindulhasson az Európa Ligában. Az Eredivisie megnyerte az UEFA Fair-play díjat, mivel ezen bajnokság volt a legsportszerűbb. A szabályok értelmében a 3 legsportszerűbb bajnokság eggyel több csapatot indíthat az EL-ben. Az Eredivisie-ben az FC Twente volt a szezon legsportszerűbb csapata és így ők kapták volna meg ezt a plusz helyet de ők pénzügyi okok miatt nem vállalták. Mivel mögötte a Go Ahead Eagles csapata volt a legsportszerűbb ezért ők kapták a jogot az indulásra, annak ellenére, hogy a bajnokság végén kiestek az élvonalból.

## Csapatváltozások az előző szezonhoz képest
Íme azon csapatok, amelyek a tavalyi szezon befejeztével kiestek az Eerste Divisiebe illetve onnan feljutottak az Eredivisiebe
Kiestek a másodosztályba
- NEC Nijmegen
- Roda Kerkrade
- RKC Waalwijk

Feljutottak az élvonalba
- Willem Tilburg
- FC Dordrecht
- Excelsior Rotterdam

## A szezonban részt vevő csapatok
A holland labdarúgó-bajnokság 2014–15-ös szezonjának első osztályát is 18 csapat részvételével rendezik meg. Az idei bajnoki szezonban a következő csapatok vesznek részt:
| A csapat neve   | Tartomány     | A csapat székhelye | A csapat stadionja       | Befogadóképesség |
| --------------- | ------------- | ------------------ | ------------------------ | ---------------- |
| ADO Den Haag    | Dél-Holland   | Hága               | Kyocera Stadion          | 15 000           |
| AFC Ajax        | Észak-Holland | Amszterdam         | Amsterdam ArenA          | 53 346           |
| AZ Alkmaar      | Észak-Holland | Alkmaar            | AFAS Stadion             | 17 150           |
| SC Cambuur      | Frízföld      | Leeuwarden         | Cambuurstadion           | 10 250           |
| FC Dordrecht    | Dél-Holland   | Dordrecht          | GN Bouw Stadion          | 4 100            |
| SBV Excelsior   | Dél-Holland   | Rotterdam          | Stadion Woudestein       | 3 531            |
| Feyenoord       | Dél-Holland   | Rotterdam          | De Kuip                  | 51 577           |
| Go Ahead Eagles | Overijssel    | Deventer           | De Adelaarshorst         | 8 000            |
| FC Groningen    | Groningen     | Groningen          | Euroborg                 | 22 579           |
| SC Heerenveen   | Frízföld      | Heerenveen         | Abe Lenstra Stadion      | 26 800           |
| Heracles Almelo | Overijssel    | Almelo             | Polman Stadion           | 8 500            |
| NAC Breda       | Észak-Brabant | Breda              | Rat Verlegh Stadion      | 19 000           |
| PEC Zwolle      | Overijssel    | Zwolle             | Ijsseldelta Stadion      | 10 000           |
| PSV Eindhoven   | Észak-Brabant | Eindhoven          | Philips Stadion          | 35 119           |
| FC Twente       | Overijssel    | Enschede           | De Grolsch Veste         | 30 200           |
| FC Utrecht      | Utrecht       | Utrecht            | Stadion Galgenwaard      | 24 426           |
| Vitesse Arnhem  | Gelderland    | Arnhem             | GelreDome                | 25 000           |
| Willem Tilburg  | Észak-Brabant | Tilburg            | Koning Willem II-stadion | 14 500           |

### Adatok a csapatokról
| Csapatok        | Edzők              | Mez márkája | Mezszponzor                |
| --------------- | ------------------ | ----------- | -------------------------- |
| ADO Den Haag    | Henk Fraser        | Erreà       | Basic-Fit Fitness          |
| AFC Ajax        | Frank de Boer      | Adidas      | Ziggo                      |
| AZ Alkmaar      | John van den Brom  | Macron      | AFAS software              |
| SC Cambuur      | Henk de Jong       | Quick       | Bouwgroep Dijkstra Draisma |
| FC Dordrecht    | Ernie Brandts      | Stadio      | Riwal                      |
| SBV Excelsior   | Marinus Dijkhuizen | Masita      | DSW Zorgverzekeraar        |
| Feyenoord       | Fred Rutten        | Adidas      | Opel                       |
| Go Ahead Eagles | Foeke Booy         | Hummel      | Drukwerkdeal.nl            |
| FC Groningen    | Erwin van de Looi  | Masita      | Essent                     |
| SC Heerenveen   | Dwight Lodeweges   | Jako        | Univé                      |
| Heracles Almelo | Jan de Jonge       | Erima       | TenCate                    |
| NAC Breda       | Eric Hellemons     | Umbro       | Into Telecom               |
| PEC Zwolle      | Ron Jans           | Patrick     | Compello                   |
| PSV Eindhoven   | Phillip Cocu       | Nike        | Philips                    |
| Twente Enschede | Alfred Schreuder   | Nike        | XXImo                      |
| FC Utrecht      | Rob Alflen         | Hummel      | HealthCity                 |
| Vitesse Arnhem  | Peter Bosz         | Macron      | Truphone                   |
| Willem Tilburg  | Jurgen Streppel    | Robey       | Tricorp                    |

## Végeredmény
| #   | Csapat               | M  | GY | D  | V  | G+ – G– | GK  | P                                                       | Megjegyzések                                   |
| --- | -------------------- | -- | -- | -- | -- | ------- | --- | ------------------------------------------------------- | ---------------------------------------------- |
| 1.  | PSV Eindhoven        | 34 | 29 | 1  | 4  | 92–31   | +61 | 88                                                      | 2015–2016-os Bajnokok Ligája – csoportkör      |
| 2.  | AFC Ajax CV          | 34 | 21 | 8  | 5  | 69–29   | +40 | 71                                                      | 2015–2016-os Bajnokok Ligája – 3. selejtezőkör |
| 3.  | AZ Alkmaar           | 34 | 19 | 5  | 10 | 63–56   | +7  | 62                                                      | Európa-liga – rájátszás                        |
| 4.  | Feyenoord            | 34 | 17 | 8  | 9  | 56–39   | +17 | 59                                                      | Rájátszás az Európa-ligás helyért              |
| 5.  | Vitesse Arnhem       | 34 | 16 | 10 | 8  | 66–43   | +23 | 58                                                      | Rájátszás az Európa-ligás helyért              |
| 6.  | PEC Zwolle           | 34 | 16 | 5  | 13 | 59–43   | +16 | 53                                                      | Rájátszás az Európa-ligás helyért              |
| 7.  | SC Heerenveen        | 34 | 13 | 11 | 10 | 53–46   | +7  | 50                                                      | Rájátszás az Európa-ligás helyért              |
| 8.  | FC Groningen KGY     | 34 | 11 | 13 | 10 | 49–53   | −4  | 46                                                      | 2015–2016-os Európa-liga – csoportkör          |
| 9.  | Willem Tilburg Ú     | 34 | 13 | 7  | 14 | 46–50   | −4  | 46 \| rowspan="7" style="background-color: #fafafa;" \| |                                                |
| 10. | Twente Enschede-6    | 34 | 13 | 10 | 11 | 56–51   | +5  | 49                                                      |                                                |
| 11. | FC Utrecht           | 34 | 11 | 8  | 15 | 60–62   | −2  | 35                                                      |                                                |
| 12. | SC Cambuur           | 34 | 11 | 8  | 15 | 46–56   | −10 | 41                                                      |                                                |
| 13. | ADO Den Haag         | 34 | 9  | 10 | 15 | 44–53   | −9  | 37                                                      |                                                |
| 14. | Heracles Almelo      | 34 | 11 | 4  | 19 | 47–64   | −17 | 37                                                      |                                                |
| 15. | Excelsior RotterdamÚ | 34 | 6  | 14 | 14 | 47–63   | −16 | 32                                                      |                                                |
| 16. | NAC Breda            | 34 | 6  | 10 | 18 | 36–68   | −32 | 28                                                      | Osztályozó                                     |
| 17. | Go Ahead Eagles      | 34 | 7  | 6  | 21 | 29–59   | −30 | 27                                                      | Osztályozó                                     |
| 18. | FC Dordrecht Ú       | 34 | 4  | 8  | 22 | 24–76   | −52 | 20                                                      | Eerste Divisie                                 |

Forrás: Az Eredivisie hivatalos oldala (hollandul) 
A rangsorolás alapszabályai: 1. összpontszám, 2. egymás elleni eredmények összpontszáma, 3. gólkülönbség, 4. szerzett gólok száma.
(B): Bajnokcsapat, (K): Kieső csapat, (F): Feljutó csapat, (I): Kupainduló, (R): A rájátszás győztese, (KGY): Kupagyőztes

−6A Twente Enschede-től a holland-szövetség a sok tartozás következtében 6 pontot levont.
| A 2014 / 2015-ös szezon bajnoka |
| ------------------------------- |
| PSV Eindhoven 22. cím           |

## Tabellák
| Poz. | CSAPAT          | MSZ | GY | D | V  | PTK | L.G. | K.G. | GK. |
| ---- | --------------- | --- | -- | - | -- | --- | ---- | ---- | --- |
| 1.   | PSV             | 17  | 16 | 0 | 1  | 48  | 50   | 12   | +38 |
| 2.   | AFC Ajax        | 17  | 12 | 3 | 2  | 39  | 37   | 11   | +26 |
| 3.   | PEC Zwolle      | 17  | 11 | 4 | 2  | 37  | 40   | 15   | +25 |
| 4.   | Vitesse         | 17  | 8  | 8 | 1  | 32  | 36   | 18   | +18 |
| 5.   | Feyenoord       | 17  | 10 | 2 | 5  | 32  | 31   | 20   | +11 |
| 6.   | AZ Alkmaar      | 17  | 9  | 3 | 5  | 30  | 30   | 27   | +3  |
| 7.   | SC Heerenveen   | 17  | 8  | 5 | 4  | 29  | 33   | 21   | +12 |
| 8.   | FC Groningen    | 17  | 7  | 8 | 2  | 29  | 26   | 18   | +8  |
| 9.   | Willem II       | 17  | 8  | 5 | 4  | 29  | 25   | 22   | +3  |
| 10.  | ADO Den Haag    | 17  | 8  | 4 | 5  | 28  | 30   | 23   | +7  |
| 11.  | FC Twente       | 17  | 8  | 4 | 5  | 28  | 26   | 23   | +3  |
| 12.  | SC Cambuur      | 17  | 8  | 2 | 7  | 26  | 25   | 22   | +3  |
| 13.  | FC Utrecht      | 17  | 6  | 4 | 7  | 22  | 32   | 31   | +1  |
| 14.  | Heracles Almelo | 17  | 5  | 4 | 8  | 19  | 23   | 29   | -6  |
| 15.  | Excelsior       | 17  | 4  | 5 | 8  | 17  | 26   | 37   | -11 |
| 16.  | Go Ahead Eagles | 17  | 4  | 3 | 10 | 15  | 14   | 29   | -15 |
| 17.  | NAC Breda       | 17  | 3  | 5 | 9  | 14  | 20   | 32   | -12 |
| 18.  | FC Dordrecht    | 17  | 3  | 4 | 10 | 13  | 15   | 34   | -19 |

| Poz. | CSAPAT          | MSZ | GY | D | V  | PTK | L.G. | K.G. | GK. |
| ---- | --------------- | --- | -- | - | -- | --- | ---- | ---- | --- |
| 1.   | PSV             | 17  | 13 | 1 | 3  | 40  | 42   | 19   | +23 |
| 2.   | AFC Ajax        | 17  | 9  | 5 | 3  | 32  | 32   | 18   | +14 |
| 3.   | AZ Alkmaar      | 17  | 10 | 2 | 5  | 32  | 33   | 29   | +4  |
| 4.   | Feyenoord       | 17  | 7  | 6 | 4  | 27  | 25   | 19   | +6  |
| 5.   | Vitesse         | 17  | 8  | 2 | 7  | 26  | 30   | 25   | +5  |
| 6.   | FC Twente       | 17  | 5  | 6 | 6  | 21  | 30   | 28   | +2  |
| 7.   | SC Heerenveen   | 17  | 5  | 6 | 6  | 21  | 20   | 25   | -5  |
| 8.   | FC Utrecht      | 17  | 5  | 4 | 8  | 19  | 28   | 31   | -3  |
| 9.   | Heracles Almelo | 17  | 6  | 0 | 11 | 18  | 24   | 35   | -11 |
| 10.  | Willem II       | 17  | 5  | 2 | 10 | 17  | 20   | 27   | -7  |
| 11.  | FC Groningen    | 17  | 4  | 5 | 8  | 17  | 23   | 35   | -12 |
| 12.  | PEC Zwolle      | 17  | 5  | 1 | 11 | 16  | 19   | 28   | -9  |
| 13.  | Excelsior       | 17  | 2  | 9 | 6  | 15  | 21   | 26   | -5  |
| 14.  | SC Cambuur      | 17  | 3  | 6 | 8  | 15  | 21   | 34   | -13 |
| 15.  | NAC Breda       | 17  | 3  | 5 | 9  | 14  | 17   | 36   | -19 |
| 16.  | Go Ahead Eagles | 17  | 3  | 3 | 11 | 12  | 15   | 30   | -15 |
| 17.  | ADO Den Haag    | 17  | 1  | 6 | 10 | 9   | 14   | 30   | -16 |
| 18.  | FC Dordrecht    | 17  | 1  | 4 | 12 | 7   | 9    | 42   | -33 |

## Eredmények
|                 | ADO | AJA | AZ  | CAM | DOR | EXC | FEY | GAE | GRO | HEE | HER | NAC | PEC | PSV | TWE | UTR | VIT | WIL |
| --------------- | --- | --- | --- | --- | --- | --- | --- | --- | --- | --- | --- | --- | --- | --- | --- | --- | --- | --- |
| ADO Den Haag    |     | 1–1 | 2–3 | 2–2 | 2–0 | 2–2 | 0–1 | 1–1 | 3–0 | 0–1 | 1–3 | 3–2 | 3–2 | 2–3 | 2–0 | 2–0 | 1–0 | 3–2 |
| AFC Ajax        | 1–0 |     | 0–1 | 3–0 | 4–0 | 1–0 | 0–0 | 3–1 | 2–0 | 4–1 | 2–1 | 0–0 | 0–0 | 1–3 | 4–2 | 3–1 | 4–1 | 5–0 |
| AZ Alkmaar      | 3–1 | 1–3 |     | 2–1 | 2–0 | 3–3 | 1–4 | 2–0 | 2–2 | 0–1 | 3–1 | 3–2 | 1–0 | 2–4 | 2–2 | 0–3 | 1–0 | 2–0 |
| SC Cambuur      | 3–2 | 2–4 | 0–2 |     | 4–1 | 1–1 | 0–1 | 1–0 | 3–0 | 2–1 | 1–0 | 0–1 | 2–1 | 1–2 | 1–1 | 3–1 | 0–2 | 1–2 |
| FC Dordrecht    | 0–0 | 2–1 | 1–3 | 0–0 |     | 1–0 | 1–2 | 2–1 | 1–1 | 0–0 | 2–3 | 0–1 | 1–2 | 1–3 | 0–4 | 1–3 | 2–6 | 0–4 |
| SBV Excelsior   | 2–3 | 0–2 | 1–4 | 1–1 | 1–1 |     | 2–5 | 3–2 | 1–1 | 3–0 | 3–1 | 0–0 | 0–5 | 2–3 | 2–1 | 2–2 | 1–3 | 2–3 |
| Feyenoord       | 2–1 | 0–1 | 2–2 | 2–1 | 2–0 | 3–2 |     | 0–1 | 4–0 | 1–1 | 2–1 | 3–0 | 2–0 | 2–1 | 3–1 | 1–2 | 1–4 | 1–2 |
| Go Ahead Eagles | 1–0 | 1–2 | 0–2 | 1–2 | 0–0 | 0–0 | 0–4 |     | 2–3 | 1–1 | 1–3 | 2–0 | 3–2 | 0–3 | 1–3 | 0–2 | 0–2 | 1–0 |
| FC Groningen    | 1–1 | 2–0 | 2–4 | 3–2 | 2–0 | 1–1 | 1–1 | 2–0 |     | 1–1 | 3–1 | 1–0 | 0–1 | 1–1 | 2–2 | 2–2 | 1–1 | 1–0 |
| SC Heerenveen   | 0–0 | 1–4 | 5–2 | 2–2 | 1–2 | 2–0 | 3–1 | 2–2 | 3–1 |     | 0–1 | 0–0 | 4–0 | 1–0 | 1–3 | 3–1 | 4–1 | 1–1 |
| Heracles Almelo | 3–1 | 0–2 | 0–3 | 0–1 | 1–1 | 0–3 | 2–0 | 1–0 | 2–2 | 1–4 |     | 6-1 | 2–0 | 1–2 | 1–4 | 1–1 | 1–1 | 1–3 |
| NAC Breda       | 1–1 | 2–5 | 0–1 | 2–1 | 2–2 | 1–1 | 0–1 | 1–0 | 4–5 | 0–2 | 1–3 |     | 3–1 | 0–2 | 1–1 | 1–5 | 0–1 | 0–0 |
| PEC Zwolle      | 3–1 | 1–1 | 1–1 | 6–1 | 4–0 | 1–1 | 3–0 | 0–1 | 2–0 | 2–2 | 4–2 | 4–1 |     | 3–1 | 1–2 | 2–0 | 2–1 | 1–0 |
| PSV Eindhoven   | 1–0 | 1–3 | 3–0 | 4–0 | 3–0 | 3–0 | 4–3 | 5–0 | 2–1 | 4–1 | 2–0 | 6–1 | 3–1 |     | 2–0 | 3–1 | 2–0 | 2–1 |
| FC Twente       | 2–2 | 1–1 | 0–2 | 2–1 | 3–0 | 1–3 | 0–0 | 2–1 | 1–2 | 2–0 | 2–0 | 1–1 | 2-0 | 0–5 |     | 3–1 | 1–2 | 3–2 |
| FC Utrecht      | 0–0 | 1–1 | 6–2 | 1–3 | 6–1 | 2-2 | 0–0 | 2–3 | 1–0 | 1–2 | 2–4 | 3–4 | 0–2 | 1–5 | 1–0 |     | 3–1 | 2–1 |
| Vitesse Arnhem  | 6–1 | 1–0 | 3–1 | 2–2 | 3–0 | 3–1 | 0–0 | 2–2 | 1–1 | 1–1 | 3–0 | 2–2 | 2–1 | 0–1 | 2–2 | 3–3 |     | 2–0 |
| Willem Tilburg  | 1–0 | 1–1 | 3–0 | 1–1 | 2–1 | 1–1 | 2–2 | 1–0 | 1–4 | 2–1 | 3–0 | 2–1 | 0–1 | 1–3 | 2–2 | 1–0 | 1–4 |     |

- Forrás: Az Eredivisie hivatalos oldala[halott link]
- A hazai csapatok a baloldali oszlopban szerepelnek.
- Színek: Zöld = hazai győzelem; Sárga = döntetlen; Piros = vendég győzelem

## Fordulók
Íme az idei szezon összes mérkőzése fordulónként.

## Bajnokság fordulónkénti változása
Ebből a táblázatból az derül ki, hogy minden egyes forduló után melyik csapat hányadik helyet foglalta el.
| Klub / Fordulók | 1   | 2  | 3  | 4  | 5  | 6  | 7  | 8  | 9  | 10 | 11 | 12 | 13 | 14 | 15 | 16 | 17 | 18 | 19 | 20 | 21 | 22 | 23 | 24 | 25 | 26 | 27 | 28 | 29 | 30 | 31 | 32 | 33 | 34 |    |
| --------------- | --- | -- | -- | -- | -- | -- | -- | -- | -- | -- | -- | -- | -- | -- | -- | -- | -- | -- | -- | -- | -- | -- | -- | -- | -- | -- | -- | -- | -- | -- | -- | -- | -- | -- | -- |
| Klub / Fordulók | ADO | 14 | 12 | 7  | 12 | 13 | 13 | 15 | 16 | 16 | 15 | 15 | 14 | 15 | 15 | 16 | 16 | 14 | 14 | 15 | 15 | 14 | 14 | 14 | 13 | 14 | 14 | 14 | 14 | 13 | 12 | 13 | 13 | 13 | 13 |
| AFC Ajax        | 1   | 2  | 3  | 7  | 5  | 2  | 2  | 2  | 2  | 2  | 2  | 2  | 2  | 2  | 2  | 2  | 2  | 2  | 2  | 2  | 2  | 2  | 2  | 2  | 2  | 2  | 2  | 2  | 2  | 2  | 2  | 2  | 2  | 2  |    |
| AZ Alkmaar      | 2   | 7  | 14 | 8  | 12 | 9  | 6  | 7  | 9  | 10 | 12 | 6  | 5  | 5  | 4  | 5  | 6  | 5  | 5  | 5  | 5  | 4  | 4  | 4  | 3  | 4  | 4  | 4  | 4  | 5  | 5  | 4  | 4  | 3  |    |
| Cambuur         | 8   | 10 | 6  | 4  | 3  | 5  | 6  | 4  | 3  | 6  | 5  | 8  | 6  | 9  | 8  | 7  | 7  | 7  | 8  | 9  | 10 | 11 | 9  | 10 | 9  | 10 | 9  | 9  | 8  | 9  | 9  | 9  | 10 | 12 |    |
| Dordrecht       | 6   | 8  | 9  | 15 | 16 | 16 | 17 | 17 | 17 | 17 | 18 | 18 | 18 | 18 | 18 | 18 | 18 | 18 | 18 | 18 | 18 | 18 | 18 | 18 | 18 | 18 | 18 | 18 | 18 | 18 | 18 | 18 | 18 | 18 |    |
| Excelsior       | 8   | 5  | 11 | 6  | 9  | 11 | 11 | 13 | 14 | 12 | 13 | 13 | 13 | 14 | 14 | 13 | 13 | 13 | 13 | 13 | 13 | 12 | 13 | 14 | 13 | 13 | 13 | 13 | 14 | 14 | 14 | 15 | 15 | 15 |    |
| Feyenoord       | 7   | 6  | 9  | 10 | 14 | 15 | 12 | 10 | 8  | 3  | 3  | 4  | 4  | 4  | 3  | 4  | 3  | 3  | 3  | 3  | 4  | 3  | 3  | 3  | 4  | 3  | 3  | 3  | 3  | 3  | 3  | 3  | 3  | 4  |    |
| Go Ahead        | 12  | 16 | 16 | 14 | 15 | 14 | 16 | 14 | 13 | 14 | 14 | 15 | 14 | 13 | 13 | 15 | 16 | 16 | 14 | 14 | 15 | 15 | 15 | 15 | 15 | 15 | 16 | 17 | 17 | 17 | 17 | 17 | 17 | 17 |    |
| Groningen       | 5   | 3  | 4  | 2  | 6  | 10 | 8  | 9  | 11 | 11 | 7  | 10 | 8  | 7  | 7  | 8  | 8  | 9  | 9  | 8  | 8  | 10 | 11 | 11 | 11 | 8  | 11 | 10 | 10 | 10 | 8  | 8  | 8  | 8  |    |
| Heerenveen      | 13  | 12 | 8  | 5  | 4  | 4  | 4  | 6  | 6  | 5  | 8  | 7  | 10 | 12 | 12 | 9  | 11 | 8  | 7  | 7  | 7  | 6  | 6  | 6  | 7  | 7  | 7  | 6  | 7  | 6  | 6  | 6  | 7  | 7  |    |
| Heracles        | 18  | 18 | 18 | 18 | 18 | 18 | 18 | 18 | 18 | 18 | 17 | 17 | 17 | 16 | 15 | 14 | 15 | 15 | 16 | 16 | 16 | 16 | 16 | 16 | 16 | 16 | 15 | 15 | 15 | 15 | 15 | 14 | 14 | 14 |    |
| NAC Breda       | 8   | 15 | 15 | 11 | 7  | 12 | 14 | 15 | 15 | 16 | 16 | 16 | 16 | 17 | 17 | 17 | 17 | 17 | 17 | 17 | 17 | 17 | 17 | 17 | 17 | 17 | 17 | 16 | 16 | 16 | 16 | 16 | 16 | 16 |    |
| PEC Zwolle      | 4   | 4  | 2  | 3  | 2  | 3  | 3  | 3  | 4  | 4  | 6  | 5  | 7  | 6  | 5  | 3  | 4  | 4  | 4  | 4  | 3  | 5  | 5  | 5  | 6  | 5  | 6  | 7  | 6  | 7  | 7  | 7  | 6  | 6  |    |
| PSV             | 3   | 1  | 1  | 1  | 1  | 1  | 1  | 1  | 1  | 1  | 1  | 1  | 1  | 1  | 1  | 1  | 1  | 1  | 1  | 1  | 1  | 1  | 1  | 1  | 1  | 1  | 1  | 1  | 1  | 1  | 1  | 1  | 1  | 1  |    |
| FC Twente       | 8   | 10 | 13 | 13 | 8  | 6  | 5  | 5  | 5  | 8  | 4  | 3  | 3  | 3  | 6  | 6  | 5  | 6  | 6  | 6  | 6  | 7  | 8  | 8  | 8  | 9  | 8  | 11 | 11 | 11 | 11 | 12 | 11 | 10 |    |
| FC Utrecht      | 16  | 9  | 5  | 9  | 10 | 7  | 9  | 12 | 10 | 13 | 10 | 9  | 11 | 10 | 10 | 11 | 9  | 11 | 11 | 12 | 12 | 13 | 12 | 12 | 12 | 11 | 12 | 12 | 12 | 13 | 12 | 11 | 12 | 11 |    |
| Vitesse         | 17  | 14 | 17 | 17 | 17 | 17 | 13 | 11 | 7  | 7  | 11 | 11 | 12 | 11 | 11 | 12 | 10 | 12 | 12 | 10 | 9  | 8  | 7  | 7  | 5  | 6  | 5  | 5  | 5  | 4  | 4  | 5  | 5  | 5  |    |
| Willem II       | 15  | 17 | 12 | 16 | 11 | 8  | 10 | 8  | 12 | 9  | 9  | 12 | 9  | 8  | 9  | 10 | 12 | 10 | 10 | 11 | 11 | 9  | 10 | 9  | 10 | 12 | 10 | 8  | 9  | 8  | 10 | 10 | 9  | 9  |    |

## Alapszakaszbeli sorozatok
Ez a táblázat azt mutatja meg, hogy az idei bajnokság alapszakaszában melyik csapat, milyen hosszú győzelmi-döntetlen-vereség sorozatokat produkált
| Klub / Fordulók | 1   | 2  | 3  | 4  | 5  | 6  | 7  | 8  | 9  | 10 | 11 | 12 | 13 | 14 | 15 | 16 | 17 | 18 | 19 | 20 | 21 | 22 | 23 | 24 | 25 | 26 | 27 | 28 | 29 | 30 | 31 | 32 | 33 | 34 |   |
| --------------- | --- | -- | -- | -- | -- | -- | -- | -- | -- | -- | -- | -- | -- | -- | -- | -- | -- | -- | -- | -- | -- | -- | -- | -- | -- | -- | -- | -- | -- | -- | -- | -- | -- | -- | - |
| Klub / Fordulók | ADO | V  | D  | GY | V  | D  | D  | V  | GY | D  | GY | V  | GY | V  | D  | V  | D  | D  | D  | V  | V  | GY | D  | GY | GY | D  | V  | V  | V  | GY | GY | V  | GY | V  | V |
| Ajax            | GY  | GY | V  | V  | GY | GY | GY | D  | D  | GY | GY | GY | GY | D  | GY | GY | GY | GY | D  | V  | V  | GY | GY | D  | GY | GY | GY | GY | D  | GY | D  | D  | GY | V  |   |
| Alkmaar         | GY  | V  | V  | GY | V  | GY | GY | D  | V  | D  | D  | GY | GY | GY | GY | D  | V  | GY | D  | GY | GY | GY | V  | GY | GY | V  | V  | GY | V  | V  | GY | GY | GY | GY |   |
| Cambuur         | D   | D  | GY | GY | GY | V  | D  | GY | D  | V  | D  | V  | GY | V  | V  | GY | GY | D  | V  | V  | V  | V  | GY | V  | GY | V  | GY | V  | GY | V  | D  | D  | V  | V  |   |
| Dordrecht       | GY  | V  | D  | V  | V  | D  | V  | V  | V  | V  | V  | V  | V  | V  | V  | D  | D  | V  | GY | D  | V  | D  | V  | V  | GY | V  | V  | V  | V  | D  | V  | D  | V  | GY |   |
| Excelsior       | D   | GY | V  | GY | V  | D  | D  | GY | D  | GY | D  | D  | D  | V  | V  | D  | V  | GY | V  | D  | D  | GY | D  | V  | GY | V  | V  | D  | V  | V  | D  | V  | D  | V  |   |
| Feyenoord       | GY  | D  | V  | D  | V  | V  | GY | GY | GY | GY | GY | D  | GY | V  | GY | D  | GY | GY | D  | GY | V  | GY | V  | GY | D  | GY | GY | GY | GY | D  | V  | D  | V  | V  |   |
| Go Ahead        | V   | V  | D  | GY | V  | D  | V  | GY | GY | V  | V  | D  | GY | D  | V  | V  | V  | V  | GY | V  | D  | V  | GY | V  | V  | V  | V  | V  | V  | V  | GY | V  | D  | V  |   |
| Groningen       | GY  | GY | V  | GY | V  | V  | GY | V  | D  | D  | GY | V  | D  | GY | D  | D  | D  | V  | D  | GY | D  | V  | D  | V  | D  | GY | V  | D  | D  | GY | GY | D  | V  | GY |   |
| Heerenveen      | V   | D  | GY | GY | GY | D  | GY | V  | D  | D  | V  | D  | V  | V  | D  | GY | D  | GY | GY | D  | GY | GY | V  | GY | V  | GY | V  | GY | D  | GY | V  | D  | D  | V  |   |
| Heracles        | V   | V  | V  | V  | V  | V  | V  | GY | V  | V  | GY | V  | GY | GY | GY | D  | V  | V  | V  | V  | D  | V  | GY | D  | V  | D  | GY | V  | GY | V  | GY | GY | V  | GY |   |
| NAC Breda       | D   | V  | D  | GY | GY | V  | V  | V  | D  | D  | V  | V  | V  | V  | GY | V  | V  | V  | D  | D  | V  | V  | V  | GY | D  | V  | GY | GY | D  | D  | D  | V  | V  | V  |   |
| PEC Zwolle      | GY  | GY | GY | V  | GY | V  | GY | D  | V  | D  | V  | GY | V  | GY | GY | GY | V  | GY | D  | GY | GY | V  | V  | V  | V  | GY | V  | D  | GY | V  | V  | D  | GY | GY |   |
| PSV             | GY  | GY | GY | GY | V  | GY | V  | GY | GY | GY | GY | GY | D  | GY | GY | GY | GY | GY | GY | GY | GY | GY | GY | GY | V  | GY | GY | V  | GY | GY | GY | GY | GY | GY |   |
| FC Twente       | D   | D  | D  | D  | GY | GY | GY | D  | D  | V  | GY | GY | GY | V  | D  | V  | GY | V  | GY | GY | V  | V  | V  | V  | D  | D  | GY | D  | V  | GY | V  | V  | GY | GY |   |
| FC Utrecht      | V   | GY | GY | V  | D  | GY | V  | V  | GY | V  | GY | D  | V  | GY | V  | V  | GY | V  | D  | V  | V  | V  | GY | D  | D  | GY | V  | V  | D  | V  | GY | GY | D  | D  |   |
| Vitesse         | V   | D  | V  | V  | GY | D  | GY | GY | GY | D  | V  | D  | V  | D  | D  | D  | GY | V  | V  | GY | GY | GY | GY | GY | GY | D  | GY | GY | D  | GY | GY | V  | GY | D  |   |
| Willem II       | V   | V  | GY | V  | GY | GY | V  | GY | V  | GY | D  | V  | D  | GY | V  | V  | V  | GY | D  | V  | GY | GY | V  | D  | V  | D  | GY | GY | V  | D  | V  | D  | GY | GY |   |

- Zöld szin = GYŐZELEM
- Kék szin = DÖNTETLEN
- Piros szin = VERESÉG

## Gólok száma fordulónként
Ez a táblázat két dolgot mutat meg. Azt, hogy az idei szezonban a bajnokságban mennyi gól esett fordulónként és azt, hogy ezek alapján mennyi a mérkőzésenkénti gólátlag minden egyes fordulóban.
| FORDULÓK   | 1   | 2   | 3    | 4    | 5    | 6    | 7    | 8    | 9    | 10   | 11   | 12   | 13   | 14   | 15   | 16   | 17   | 18   | 19  | 20  | 21   | 22   | 23   | 24   | 25   | 26   | 27   | 28   | 29   | 30  | 31   | 32   | 33   | 34   |
| ---------- | --- | --- | ---- | ---- | ---- | ---- | ---- | ---- | ---- | ---- | ---- | ---- | ---- | ---- | ---- | ---- | ---- | ---- | --- | --- | ---- | ---- | ---- | ---- | ---- | ---- | ---- | ---- | ---- | --- | ---- | ---- | ---- | ---- |
| ÖSSZES GÓL | 27  | 36  | 21   | 26   | 22   | 21   | 38   | 38   | 30   | 32   | 26   | 29   | 25   | 34   | 35   | 24   | 24   | 25   | 18  | 18  | 20   | 28   | 34   | 29   | 20   | 31   | 31   | 30   | 26   | 36  | 23   | 20   | 26   | 39   |
| GÓLÁTLAG   | 3,0 | 4,0 | 2,33 | 2,88 | 2,44 | 2,33 | 4,22 | 4,22 | 3,33 | 3,55 | 2,88 | 3,22 | 2,77 | 3,77 | 3,88 | 2,66 | 2,66 | 2,77 | 2,0 | 2,0 | 2,22 | 3,11 | 3,77 | 3,22 | 2,22 | 3,44 | 3,44 | 3,33 | 2,88 | 4,0 | 2,55 | 2,22 | 2,88 | 4,33 |

- Sárga szin = LEGTÖBB
- Piros szin = LEGKEVESEBB

## Nézők száma mérkőzésenként
Íme az idei szezon összes mérkőzésére kilátogató nézők száma
|                   | ADO    | AJA    | AZ     | CAM    | DOR    | EXC    | FEY    | GAE    | GRO    | HEE    | HER    | NAC    | PEC    | PSV    | TWE    | UTR    | VIT    | WIL    | ÖSSZESEN  | ÁTLAG  |
| ----------------- | ------ | ------ | ------ | ------ | ------ | ------ | ------ | ------ | ------ | ------ | ------ | ------ | ------ | ------ | ------ | ------ | ------ | ------ | --------- | ------ |
| ADO Den Haag      |        | 14.657 | 10.678 | 10.021 | 11.023 | 12.146 | 11.716 | 10.367 | 10.214 | 10.876 | 10.964 | 11.112 | 13.895 | 14.937 | 12.998 | 10.102 | 14.837 | 13.139 | 203.682   | 11.981 |
| AFC Ajax          | 49.743 |        | 47.724 | 51.140 | 50.760 | 51.068 | 52.472 | 49.446 | 50.441 | 50.946 | 47.408 | 51.596 | 49.892 | 51.513 | 49.874 | 48.007 | 48.494 | 50.455 | 850.979   | 50.058 |
| AZ Alkmaar        | 15.914 | 16.011 |        | 15.636 | 14.714 | 15.236 | 16.503 | 15.188 | 15.019 | 15.398 | 14.512 | 15.725 | 14.748 | 17.081 | 15.333 | 14.825 | 15.517 | 16.341 | 263.701   | 15.512 |
| SC Cambuur        | 9.279  | 10.000 | 9.843  |        | 9.641  | 9.644  | 10.000 | 9.617  | 9.600  | 10.000 | 9.520  | 9.523  | 9.834  | 9.911  | 9.669  | 9.685  | 9.373  | 9.925  | 165.064   | 9.710  |
| FC Dordrecht      | 3.974  | 4.103  | 4.235  | 3.625  |        | 3.731  | 4.088  | 3.891  | 3.752  | 3.921  | 3.927  | 3.982  | 3.642  | 3.902  | 3.678  | 3.664  | 3.862  | 3.844  | 65.821    | 3.872  |
| SBV Excelsior     | 3.600  | 3.600  | 3.600  | 3.227  | 3.541  |        | 3.600  | 3.213  | 3.450  | 3.600  | 3.149  | 3.600  | 3.600  | 3.600  | 3.600  | 3.600  | 3.600  | 3.600  | 59.780    | 3.516  |
| Feyenoord         | 45.000 | 47.000 | 47.500 | 45.000 | 45.000 | 45.500 |        | 47.000 | 44.000 | 42.500 | 44.500 | 44.000 | 47.500 | 47.500 | 46.000 | 42.500 | 46.500 | 46.500 | 770.627   | 45.331 |
| Go Ahead Eagles   | 7.639  | 8.004  | 8.009  | 7.837  | 7.778  | 7.592  | 7.978  |        | 7.934  | 7.861  | 7.978  | 7.978  | 7.907  | 8.008  | 7.703  | 8.011  | 7.863  | 7.883  | 133.963   | 7.880  |
| FC Groningen      | 19.718 | 21.740 | 18.807 | 21.821 | 21.017 | 18.821 | 21.815 | 20.239 |        | 20.705 | 19.324 | 21.137 | 20.214 | 20.690 | 20.171 | 19.561 | 18.692 | 18.811 | 343.283   | 20.193 |
| SC Heerenveen     | 23.200 | 27.224 | 24.886 | 26.100 | 22.900 | 23.300 | 25.155 | 22.000 | 24.894 |        | 23.900 | 23.987 | 25.145 | 25.632 | 24.000 | 22.900 | 23.900 | 24.211 | 413.334   | 24.314 |
| Heracles Almelo   | 8.239  | 8.431  | 8.315  | 8.203  | 8.300  | 8.350  | 8.312  | 8.233  | 8.115  | 8.359  |        | 8.176  | 8.361  | 8.437  | 8.422  | 8.197  | 8.231  | 8.500  | 141.181   | 8.305  |
| NAC Breda         | 18.200 | 18.900 | 17.700 | 17.100 | 18.600 | 18.100 | 18.500 | 18.600 | 16.500 | 18.400 | 19.000 |        | 18.200 | 18.200 | 17.700 | 17.300 | 17.800 | 17.800 | 306.600   | 18.035 |
| PEC Zwolle        | 11.700 | 12.500 | 12.250 | 12.450 | 11.430 | 11.935 | 12.420 | 12.400 | 12.420 | 12.400 | 12.350 | 12.200 |        | 12.347 | 12.500 | 12.050 | 12.012 | 12.250 | 207.614   | 12.213 |
| PSV Eindhoven     | 30.800 | 35.000 | 31.400 | 30.200 | 32.400 | 30.600 | 34.500 | 31.200 | 34.000 | 35.000 | 33.300 | 30.600 | 35.000 |        | 33.000 | 31.000 | 32.000 | 33.000 | 553.000   | 32.529 |
| Twente Enschede   | 28.500 | 30.000 | 29.600 | 28.100 | 27.700 | 27.500 | 28.900 | 27.500 | 29.600 | 29.000 | 28.800 | 27.100 | 28.900 | 29.900 |        | 27.500 | 27.600 | 28.200 | 484.400   | 28.494 |
| FC Utrecht        | 14.910 | 20.046 | 18.120 | 15.355 | 15.281 | 17.507 | 18.030 | 15.397 | 14.503 | 15.560 | 15.006 | 17.681 | 19.078 | 18.140 | 17.219 |        | 16.079 | 16.123 | 284.035   | 16.708 |
| Vitesse Arnhem    | 13.231 | 20.384 | 23.381 | 13.597 | 17.126 | 14.234 | 17.438 | 15.342 | 20.121 | 15.213 | 15.432 | 17.239 | 22.354 | 17.894 | 15.894 | 18.696 |        | 13.956 | 291.532   | 17.149 |
| Willem II Tilburg | 12.500 | 14.500 | 9.500  | 11.095 | 11.890 | 10.850 | 14.400 | 11.250 | 12.680 | 12.500 | 14.500 | 13.602 | 11.500 | 11.750 | 13.450 | 11.230 | 10.900 |        | 208.097   | 12.241 |
| ÖSSZESEN          |        |        |        |        |        |        |        |        |        |        |        |        |        |        |        |        |        |        | 5.746.693 | 18.780 |

- Sárga szin = legtöbb néző
- Piros szin = legkevesebb néző

### Az idény 5 legtöbb nézőt vonzó csapata
Ebben a táblázatban azt lehet megtudni, hogy melyik öt csapat volt a legnézettebb hazai pályán.
| No. | Csapat          | Összes néző | Átlagnézőszám |
| --- | --------------- | ----------- | ------------- |
| 1.  | AFC Ajax        | 850.979     | 50.058        |
| 2.  | Feyenoord       | 770.627     | 45.331        |
| 3.  | PSV Eindhoven   | 553.000     | 32.529        |
| 4.  | Twente Enschede | 484.400     | 28.494        |
| 5.  | SC Heerenveen   | 413.334     | 24.314        |

### A szezon 3 legnézettebb mérkőzése
Ebben a táblázatban pedig azt lehet megnézni, hogy az idei szezonban melyik 3 mérkőzésen volt a legtöbb néző. Ahogy számítani lehetett rá, ebben az évben is a De Klassieker amszterdami mérkőzésén volt a legtöbb néző.
| No. | Mérkőzés                 | Végeredmény | Dátum               | Nézők száma |
| --- | ------------------------ | ----------- | ------------------- | ----------- |
| 1.  | AFC Ajax - Feyenoord     | 0:0         | 2015. január 25.    | 52.472      |
| 2.  | AFC Ajax - NAC Breda     | 0:0         | 2015. április 19.   | 51.596      |
| 3.  | AFC Ajax - PSV Eindhoven | 1:3         | 2014. augusztus 24. | 51.513      |

## Play-Off

### Osztályozók

#### 1. kör
A bentmaradásért küzdő csapatok közül az első körben 4 csapatnak kellett megküzdenie a következő körbe való bejutásért. Az első mérkőzéseket május 11-én, a visszavágókat pedig május 15-én rendezték meg.
| 1. csapat     | Össz. | 2. csapat   | 1. mérk. | 2. mérk.   |
| ------------- | ----- | ----------- | -------- | ---------- |
| De Graafschap | 3-2   | Almere City | 1–1      | 2–1 (h.u.) |
| FC Oss        | 1–2   | VVV Venlo   | 1–2      | 0–0        |

#### 2. kör
A második körben a mérkőzéseket május 22-én és május 25-én rendezték meg. Ebben a körben esett ki a Go Ahead Eagles.
| 1. csapat     | Össz. | 2. csapat       | 1. mérk. | 2. mérk. |
| ------------- | ----- | --------------- | -------- | -------- |
| De Graafschap | 2-0   | Go Ahead Eagles | 1-0      | 1-0      |
| FC Eindhoven  | 2-3   | FC Volendam     | 1-2      | 1-1      |
| NAC Breda     | 4-0   | VVV Venlo       | 1-0      | 3-0      |
| FC Emmen      | 2-3   | Roda Kerkrade   | 0-1      | 2-2      |

#### 3. kör
A harmadik körben dőlt el, hogy az osztályozós csapatok közül jövőre kik szerepelhetnek majd az Eredivisieben.
Az első mérkőzések május 28-án, a visszavágók pedig május 31-én voltak. Végül - ahogy az előző évben - ekkor is két új csapat, az De Graafschap és a tavaly kieső Roda Kerkrade jutottak fel az első ligába. Idén az Eredivisie-ben szereplő NAC Breda pedig visszaesett az Eerste Divisiebe.
| 1. csapat     | Össz. | 2. csapat   | 1. mérk. | 2. mérk.   |
| ------------- | ----- | ----------- | -------- | ---------- |
| De Graafschap | 1–0   | FC Volendam | 0–0      | 1–0        |
| Roda Kerkrade | 2–2   | NAC Breda   | 0–1      | 2–1 (h.u.) |

### Európa-Liga

#### Elődöntő
Az Európa-ligába való bejutásért küzdő csapatok a play-off elődöntőjének első mérkőzéseit május 21-én, a visszavágókat pedig május 24-én játszották.
| 1. csapat     | Össz. | 2. csapat      | 1. mérk. | 2. mérk. |
| ------------- | ----- | -------------- | -------- | -------- |
| SC Heerenveen | 3–2   | Feyenoord      | 1–0      | 2-2      |
| PEC Zwolle    | 2-3   | Vitesse Arnhem | 1–2      | 1-1      |

#### Döntő
Az Európa-Liga 2015/2016-os szezonjába való bejutás döntőjének első mérkőzését május 28-án, a visszavágót pedig május 31-én rendezték meg. Végül a Vitesse Arnhem csapatának sikerült kiharcolnia az Európa Ligában való szereplést.
| 1. csapat     | Össz. | 2. csapat      | 1. mérk. | 2. mérk. |
| ------------- | ----- | -------------- | -------- | -------- |
| SC Heerenveen | 4–7   | Vitesse Arnhem | 2-2      | 2-5      |

## Európai kupaszereplés

### A következő évben európai kupákban induló csapatok

#### Bajnokok ligája 2015/16
- PSV Eindhoven (bajnoki cím)
- AFC Ajax (ezüstérem)

#### Európa-liga 2015/16
- AZ Alkmaar (bronzérem)
- Vitesse Arnhem (EL play-off győzelem)
- FC Groningen (kupagyőzelem)
- Go Ahead Eagles (fair-play díj)

### Az európai kupákban induló csapatok eredményei
Ebben a táblázatban azon holland csapatok szerepelnek akik ebben a szezonban a 2 európai kupa valamelyikében - vagy mindkettőben - képviselték hazájukat és azt, hogy milyen eredményt értek benne el. A csapatnév melletti zárójelben pedig az előző szezonban elért eredmény látható ami által a kupákban indulhattak.
A szezonban az AFC Ajax jutott el a legtovább, az Európa Ligában a nyolcaddöntőig jutottak.
A zöld színnel jelölt eredmény csupán a selejtezőt jelöli.
| No. | Csapat                          | Bajnokok Ligája 2014/15 | Európa Liga 2014/15 |
| --- | ------------------------------- | ----------------------- | ------------------- |
| 1.  | Ajax Amsterdam (bajnok)         | csoportkör              | nyolcaddöntő        |
| 2.  | Feyenoord (2. hely)             | 3. selejtezőkör         | 16-os döntő         |
| 3.  | Twente Enschede (3. hely)       | -                       | 4. selejtezőkör     |
| 4.  | PSV Eindhoven (4. hely)         | -                       | 16-os döntő         |
| 5.  | FC Groningen (Play-off győztes) | -                       | 2. selejtezőkör     |
| 6.  | PEC Zwolle (kupagyőztes)        | -                       | 4. selejtezőkör     |

## A TV-közvetítési jogokból kapott pénz
Az Eredivisie 2014-2015-ös szezonjában összesen 64,5 millió eurót osztottak szét a csapatok között. A legtöbbet most is az AFC Ajax csapata kapta.
Az itt látható lista nem a szezon végeredménye alapján, hanem a kapott összeg alapján van összeállítva.
| No.      | Csapat neve         | Teljes összeg százaléka | Kapott összeg (euró) |
| -------- | ------------------- | ----------------------- | -------------------- |
| 1.       | AFC Ajax Amsterdam  | 12,95%                  | 8 676 500            |
| 2.       | PSV Eindhoven       | 11,65%                  | 7 805 500            |
| 3.       | Twente Enschede     | 10,35%                  | 6 934 500            |
| 4.       | Feyenoord           | 9,05%                   | 6 063 500            |
| 5.       | AZ Alkmaar          | 8%                      | 5 360 000            |
| 6.       | SC Heerenveen       | 6,95%                   | 4 656 500            |
| 7.       | FC Groningen        | 5,9%                    | 3 953 000            |
| 8.       | FC Utrecht          | 4,85%                   | 3 249 500            |
| 9.       | Vitesse Arnhem      | 4,05%                   | 2 713 500            |
| 10.      | NAC Breda           | 3,7%                    | 2 479 000            |
| 11.      | Heracles Almelo     | 3,45%                   | 2 311 500            |
| 12.      | ADO Den Haag        | 3,2%                    | 2 144 000            |
| 13.      | PEC Zwolle          | 3%                      | 2 010 000            |
| 14.      | Willem Tilburg      | 2,8%                    | 1 876 000            |
| 15.      | SC Cambuur          | 2,6%                    | 1 742 000            |
| 16.      | Go Ahead Eagles     | 2,55%                   | 1 708 500            |
| 17.      | Excelsior Rotterdam | 2,5%                    | 1 675 000            |
| 18.      | FC Dordrecht        | 2,45%                   | 1 641 500            |
| ÖSSZESEN | ÖSSZESEN            | 100%                    | 64 500 000           |

## Egyéni díjazottak
Ahogy minden szezon után, úgy most is kiosztották az egyéni díjakat a bajnokság legjobbjainak. A három legnagyobb díj közül mindegyiket olyan személy kapott aki a bajnok PSV Eindhoven csapatának a tagja.
- Év edzője:  Philip Cocu (PSV Eindhoven)
- Év játékosa:  Georginio Wijnaldum (PSV Eindhoven)
- Év tehetsége:  Memphis Depay (PSV Eindhoven)

## A szezon statisztikái és rekordjai

### Csapatok
- LEGTÖBB GYŐZELEM: 29x (PSV Eindhoven)
- LEGTÖBB HAZAI GYŐZELEM: 16x (PSV Eindhoven)
- LEGTÖBB IDEGENBELI GYŐZELEM: 13x (PSV Eindhoven)
- LEGKEVESEBB VERESÉG: 4x (PSV Eindhoven)
- LEGKEVESEBB HAZAI VERESÉG: 1x (PSV Eindhoven és Vitesse Arnhem)
- LEGKEVESEBB IDEGENBELI VERESÉG: 3x (PSV Eindhoven és AFC Ajax)
- LEGTÖBB VERESÉG: 22x (FC Dordrecht)
- LEGTÖBB LŐTT GÓL: 92 (PSV Eindhoven)
- LEGKEVESEBB KAPOTT GÓL: 29 (AFC Ajax)
- LEGNAGYOBB ARÁNYÚ GYŐZELEM: 6:1 ()
- LEGNAGYOBB ARÁNYÚ HAZAI GYŐZELEM:
- LEGNAGYOBB ARÁNYÚ IDEGENBELI GYŐZELEM:
- LEGGÓLGAZDAGABB MÉRKŐZÉS: 4:5 (NAC Breda - FC Groningen)
- LEGHOSSZABB GYŐZELMI SOROZAT: 11 (PSV Eindhoven)
- LEGHOSSZABB VERETLENSÉGI SOROZAT: 17 (PSV Eindhoven)
- LEGHOSSZABB NYERETLENSÉGI SOROZAT: 17 (FC Dordrecht)
- LEGTÖBB VERESÉG EGYMÁS UTÁN:9 (FC Dordrecht)

### Játékosok

#### Góllövőlista

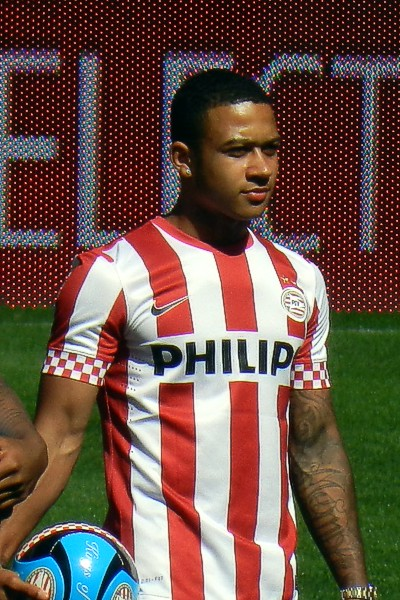
Memphis Depay az Eredivisie gólkirálya

A szezon alapszakaszának legeredményesebb játékosai:
| No. | JÁTÉKOS NEVE        | CSAPAT                    | GÓLOK SZÁMA | MÉRKŐZÉSEK | GÓLÁTLAG |
| --- | ------------------- | ------------------------- | ----------- | ---------- | -------- |
| 1.  | Memphis Depay       | PSV Eindhoven             | 22          | 30         | 0,73     |
| 2.  | Luuk de Jong        | PSV Eindhoven             | 20          | 32         | 0,63     |
| 3.  | Michael de Leeuw    | FC Groningen              | 17          | 28         | 0,60     |
| -   | Michiel Kramer      | ADO Den Haag              | 17          | 32         | 0,53     |
| 5.  | Tjaronn Chery       | FC Groningen              | 15          | 34         | 0,44     |
| -   | Mark Uth            | SC Heerenveen             | 15          | 32         | 0,47     |
| 7.  | Adnane Tighadouini  | NAC Breda                 | 14          | 33         | 0,42     |
| -   | Georginio Wijnaldum | PSV Eindhoven             | 14          | 33         | 0,42     |
| 9.  | Bartholomew Ogbeche | SC Cambuur                | 13          | 31         | 0,42     |
| -   | Bertrand Traoré     | Vitesse Arnhem            | 13          | 29         | 0,45     |
| -   | Tom van Weert       | SBV Excelsior             | 13          | 32         | 0,41     |
| -   | Hakím Zíjes         | SC Heerenveen / FC Twente | 13          | 33         | 0,40     |

#### Legtöbb gólpassz
A szezon alapszakaszának legtöbb gólpasszt adó játékosai:
| No. | JÁTÉKOS NEVE     | CSAPAT                    | GÓLPASSZOK | MÉRKŐZÉSEK | ÁTLAG |
| --- | ---------------- | ------------------------- | ---------- | ---------- | ----- |
| 1.  | Hakím Zíjes      | SC Heerenveen / FC Twente | 16         | 33         | 0,48  |
| 2.  | Jetro Willems    | PSV Eindhoven             | 13         | 30         | 0,43  |
| 3.  | Luuk de Jong     | PSV Eindhoven             | 10         | 32         | 0,31  |
| -   | Luciano Narsingh | PSV Eindhoven             | 10         | 32         | 0,31  |
| -   | Mark Uth         | SC Heerenveen             | 10         | 32         | 0,31  |
| 6.  | Roland Alberg    | ADO Den Haag              | 9          | 32         | 0,28  |
| -   | Davy Klaassen    | AFC Ajax                  | 9          | 30         | 0,3   |
| -   | Lasse Schøne     | AFC Ajax                  | 9          | 29         | 0,31  |
| 9.  | Jesper Drost     | PEC Zwolle                | 8          | 33         | 0,24  |
| -   | Bryan Linsen     | Heracles Almelo           | 8          | 33         | 0,24  |
| -   | Anwar El Ghazi   | AFC Ajax                  | 8          | 31         | 0,26  |
| -   | Furdjel Narsingh | SC Cambuur                | 8          | 23         | 0,34  |
| -   | Marko Vejinović  | Vitesse Arnhem            | 8          | 31         | 0,26  |

#### Kanadai ponttáblázat
A szezon alapszakaszának kanadai ponttáblázata. A játékosok által összeszedett pontok az általuk lőtt gólok és gólpasszok összegéből jön ki:
| No. | JÁTÉKOS NEVE        | CSAPAT                    | GÓLOK | GÓLPASSZOK | PONTSZÁM |
| --- | ------------------- | ------------------------- | ----- | ---------- | -------- |
| 1.  | Luuk de Jong        | PSV Eindhoven             | 20    | 10         | 30       |
| 2.  | Hakím Zíjes         | SC Heerenveen / FC Twente | 13    | 16         | 29       |
| 3.  | Memphis Depay       | PSV Eindhoven             | 22    | 5          | 27       |
| 4.  | Mark Uth            | SC Heerenveen             | 15    | 10         | 25       |
| 5.  | Tjaronn Chery       | FC Groningen              | 15    | 6          | 21       |
| 6.  | Michiel Kramer      | ADO Den Haag              | 17    | 1          | 18       |
| -   | Michael de Leeuw    | FC Groningen              | 17    | 1          | 18       |
| -   | Bryan Linssen       | Heracles Almelo           | 10    | 8          | 18       |
| -   | Marko Vejinović     | Vitesse Arnhem            | 10    | 8          | 18       |
| 10. | Georginio Wijnaldum | PSV Eindhoven             | 14    | 3          | 17       |
| -   | Adnane Tighadouini  | NAC Breda                 | 14    | 3          | 17       |
| -   | Bertrand Traoré     | Vitesse Arnhem            | 13    | 4          | 17       |
| -   | Anwar El Ghazi      | AFC Ajax                  | 9     | 8          | 17       |
| -   | Roland Alberg       | ADO Den Haag              | 8     | 9          | 16       |
| -   | Lasse Schøne        | AFC Ajax                  | 8     | 9          | 17       |

#### Lapok
A szezonban az eddigi legtöbb sárga és piros lapot kapó játékosok listája:
| SÁRGA LAPOK    | SÁRGA LAPOK         | SÁRGA LAPOK    | SÁRGA LAPOK |
| No.            | Játékos neve        | Csapat         | Lapok száma |
| -------------- | ------------------- | -------------- | ----------- |
| 1.             | Joeri de Kamps      | NAC Breda      | 12          |
| 2.             | Joey van den Berg   | SC Heerenveen  | 9           |
| -              | Jetro Willems       | PSV Eindhoven  | 9           |
| -              | Jordy Clasie        | Feyenoord      | 9           |
| 5.             | Willem Janssen      | FC Utrecht     | 8           |
| -              | Bartholomew Ogbeche | SC Cambuur     | 8           |
| -              | Marten de Roon      | SC Heerenveen  | 8           |
| -              | Maikel Kieftenbeld  | FC Groningen   | 8           |
| még 11 játékos | még 11 játékos      | még 11 játékos | 7           |
| még 14 játékos | még 14 játékos      | még 14 játékos | 6           |
| még 20 játékos | még 20 játékos      | még 20 játékos | 5           |
| még 32 játékos | még 32 játékos      | még 32 játékos | 4           |
| még 44 játékos | még 44 játékos      | még 44 játékos | 3           |
| még 81 játékos | még 81 játékos      | még 81 játékos | 2           |
| még 97 játékos | még 97 játékos      | még 97 játékos | 1           |

| PIROS LAPOK | PIROS LAPOK       | PIROS LAPOK     | PIROS LAPOK |
| No.         | Játékos neve      | Csapat          | Lapok száma |
| ----------- | ----------------- | --------------- | ----------- |
| 1.          | Josimar Lima      | FC Dordrecht    | 2           |
| -           | Ilias Haddad      | FC Dordrecht    | 2           |
| -           | Marvin Peersman   | FC Dordrecht    | 2           |
| 4.          | Mark Engberink    | Heracles Almelo | 1           |
| -           | Jordy Deckers     | SBV Excelsior   | 1           |
| -           | Jonas Heymans     | Willem Tilburg  | 1           |
| -           | Stipe Perica      | NAC Breda       | 1           |
| -           | Mitchell Schet    | ADO Den Haag    | 1           |
| -           | Khalid Boulahrouz | Feyenoord       | 1           |
| -           | Wilfried Kanon    | ADO Den Haag    | 1           |
| -           | még 43 játékos    | még 43 játékos  | 1           |

## Érdekességek és jubileumok
- Az Eredivisie-ben minden idők eddigi leggyorsabb piros lapját ezen szezon 21. fordulójában osztották ki. A NAC Breda - PSV Eindhoven mérkőzés 29. másodpercében kiállították a PSV balhátvédjét Jetro Willemset egy durva becsúszás miatt.
- Kicsivel több mint 34 év után tudott ismét nyerni az AZ Alkmaar az Ajax ellen Amszterdamban. Az Eredivisie idei 21. fordulójában 0:1-re győzött az AZ Alkmaar, utoljára pedig 1980. október 19-én tudtak nyerni 1:2-re.